# Marlborough and Grafton Railway

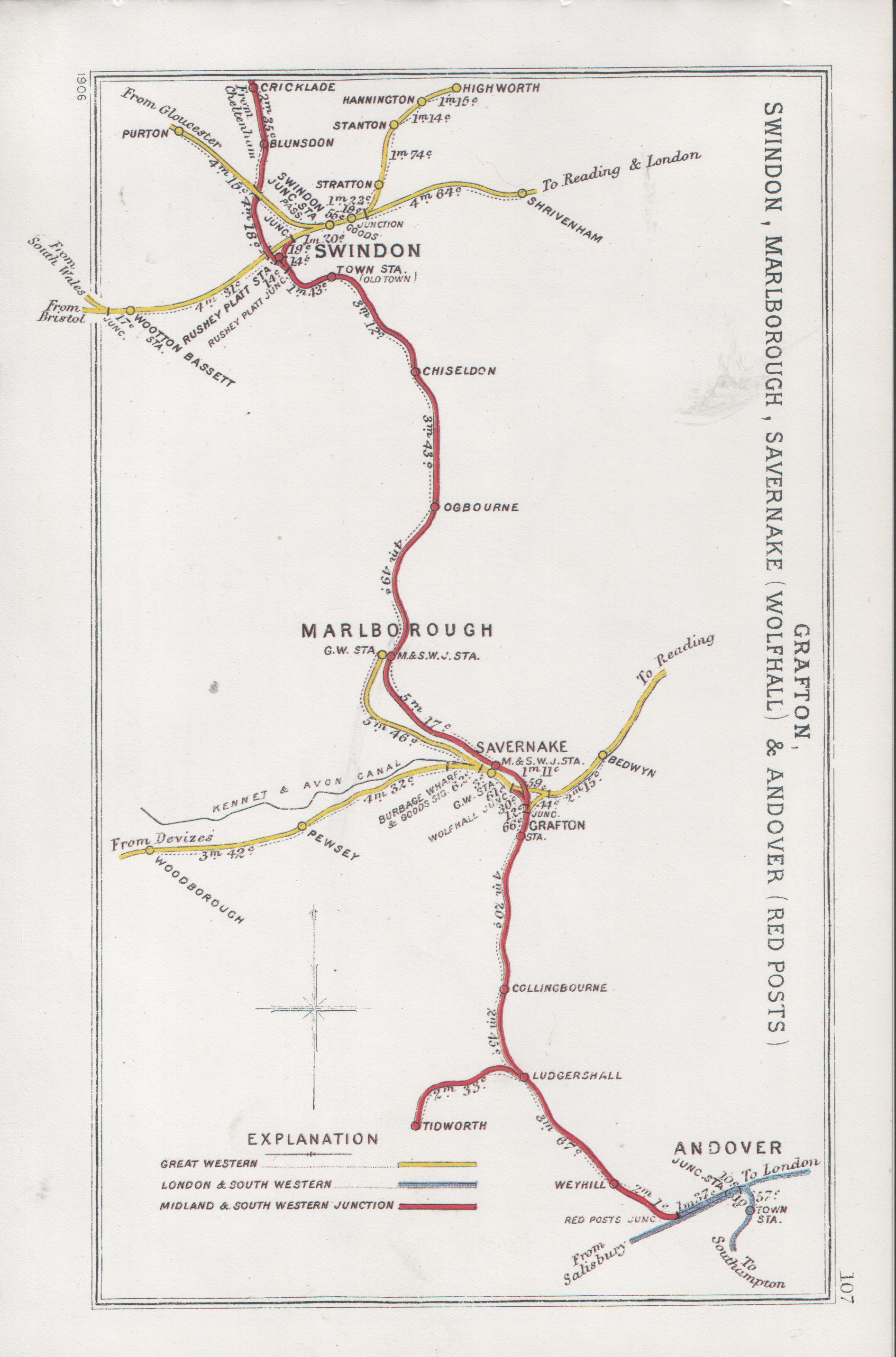
Strecke der Marlborough and Grafton Railway auf einem Plan des Railway Clearing House

Die Marlborough and Grafton Railway war eine britische Eisenbahngesellschaft in Wiltshire in England.

## Geschichte
Am 5. Februar 1883 waren durch die Vorgängergesellschaften der Midland and South Western Junction Railway die Abschnitte Cheltenham–Marlborough und Grafton–Andover fertiggestellt worden. Zwischen Marlborough und Grafton nutzte die Gesellschaft die frühere Strecke der Marlborough Railway (GWR Marlborough Branch). Aufgrund des steigenden Verkehrsaufkommens und des destruktiven Verhaltens der Great Western Railway erwies sich dieser Abschnitt immer mehr als Flaschenhals. Es wurden verschiedene Lösungsmöglichkeiten erwogen.
Da die Midland and South Western Junction Railway seit 1884 unter Zwangsverwaltung stand, gründeten die Anteilseigner dieser Gesellschaft am 7. August 1896 die Marlborough and Grafton Railway. Plan der Gesellschaft war der Bau einer 10,9 Kilometer langen doppelgleisigen Strecke zwischen Grafton und Marlborough einschließlich eines Tunnels. Die Eröffnung erfolgte am 26. Juni 1898.
Am 1. August 1899 übernahm die Midland and South Western Junction Railway die Gesellschaft.